# Église Saint-Joseph de Phnom Penh
L'église Saint-Joseph de Phnom Penh est l'une des paroisses catholiques de la ville de Phnom Penh, la plus ancienne à avoir rouvert ses portes après la période des Khmers rouges et l'occupation vietnamienne. Elle occupe une partie des anciens bâtiments de l'ancien petit séminaire. Elle est aussi le lieu où des messes anglophones et francophones sont régulièrement célébrées. Elle comporte à ce jour deux lieux de culte : la chapelle Saint-Joseph, ancienne chapelle du petit séminaire, qui est utilisée en semaine ou pour célébrations avec une petite assemblée, et une grande salle qui est utilisée comme église pour les assemblées dominicales notamment.
En 2021, le chantier de construction d'une nouvelle grande église a été lancé.

## Histoire
Lorsque les missionnaires catholiques, dont Émile Destombes, Yves Ramousse et François Ponchaud, sont autorisés à rentrer au Cambodge après 1990, après les cinq ans du Kampuchéa démocratique et les onze ans d'occupation vietnamienne, ils travaillent d'abord à rassembler les fidèles catholiques. La question immobilière n'est pas prioritaire, alors que la quasi-totalité des édifices catholiques ont été détruits ou ont changé d'usage (l'évêché est ainsi devenu l’hôtel de ville de Phnom Penh).
Toutefois le jour de Noël 1990, le gouvernement, qui avait refusé de rendre les terrains appartenant à l'Église catholique avant 1975, offre la moitié de l'ancien petit séminaire de Phnom Penh (construit en 1912) qui avait été successivement utilisé comme prison, puis comme caserne, par les Khmers rouges et les communistes vietnamiens. L'autre moitié sera rachetée en 1992. Les bâtiments historiques sont alors rénovés (la chapelle Saint-Joseph est restaurée en 1993), tandis que l'on en construit de nouveaux, destinés à abriter un centre de soins et une école. Un entrepôt situé dans un bâtiment voisin est utilisé comme lieu de célébration principal car la chapelle n'est pas suffisamment vaste pour accueillir l'assemblée présente aux célébrations dominicales.
Jusqu'en 1998, cette paroisse est aussi de facto l'évêché de Phnom Penh, puisque tout y est concentré, y compris les services administratifs de l'Église. L'évêché précédent, qui datait d'avant les Khmers rouges, n'a jamais été rendu à l'Église catholique. C'est actuellement l'Hôtel de Ville de Phnom Penh. Il est alors décidé de faire l'acquisition d'une nouvelle maison, plus au sud de la ville, sur le boulevard Monivong, pour devenir véritablement évêché, avec le logement du Vicaire apostolique et de son coadjuteur, ainsi que les services administratifs. Depuis, l'évêché a déménagé plusieurs fois et se trouve actuellement dans le quartier de "Phnom Penh Thmey", près de la paroisse "Saint-Pierre et Saint-Paul".

## Situation actuelle
Après la destruction de l'ancienne cathédrale de Phnom Penh par les Khmers rouges en 1975 et dans l'attente de la construction d'un nouvel édifice au sein d'un nouveau centre pastoral situé dans le quartier de Phnom Penh Thmey, la paroisse Saint-Joseph du Phar Tauch fait office d'église-mère pour le vicariat apostolique de Phnom Penh.
Bien que la majorité des fidèles soient de langue vietnamienne, lorsque l'église est rouverte au début des années 1990, l'évêque de l'époque, Mgr Yves Ramousse, a décidé que l'office principal devrait être célébré en langue khmère, mais non en vietnamien. Des messes sont également célébrées en anglais et en français, la chapelle Saint-Joseph, qui ne peut contenir qu'un petit nombre de personnes est utilisée. Pour les offices en khmer, une grande salle a été transformée en lieu de culte. Pour les offices en anglais une autre salle était utilisée, mais elle était située dans un bâtiment qui a été détruit pour faire place à la nouvelle église.
L'église se trouve à un environ 3 km au nord du centre ville, sur la N5, près du Tonlé Sap, à 700 m au nord du pont Chroy Changvar.
Les travaux de construction de la nouvelle église ont débuté en 2021.

## Galerie

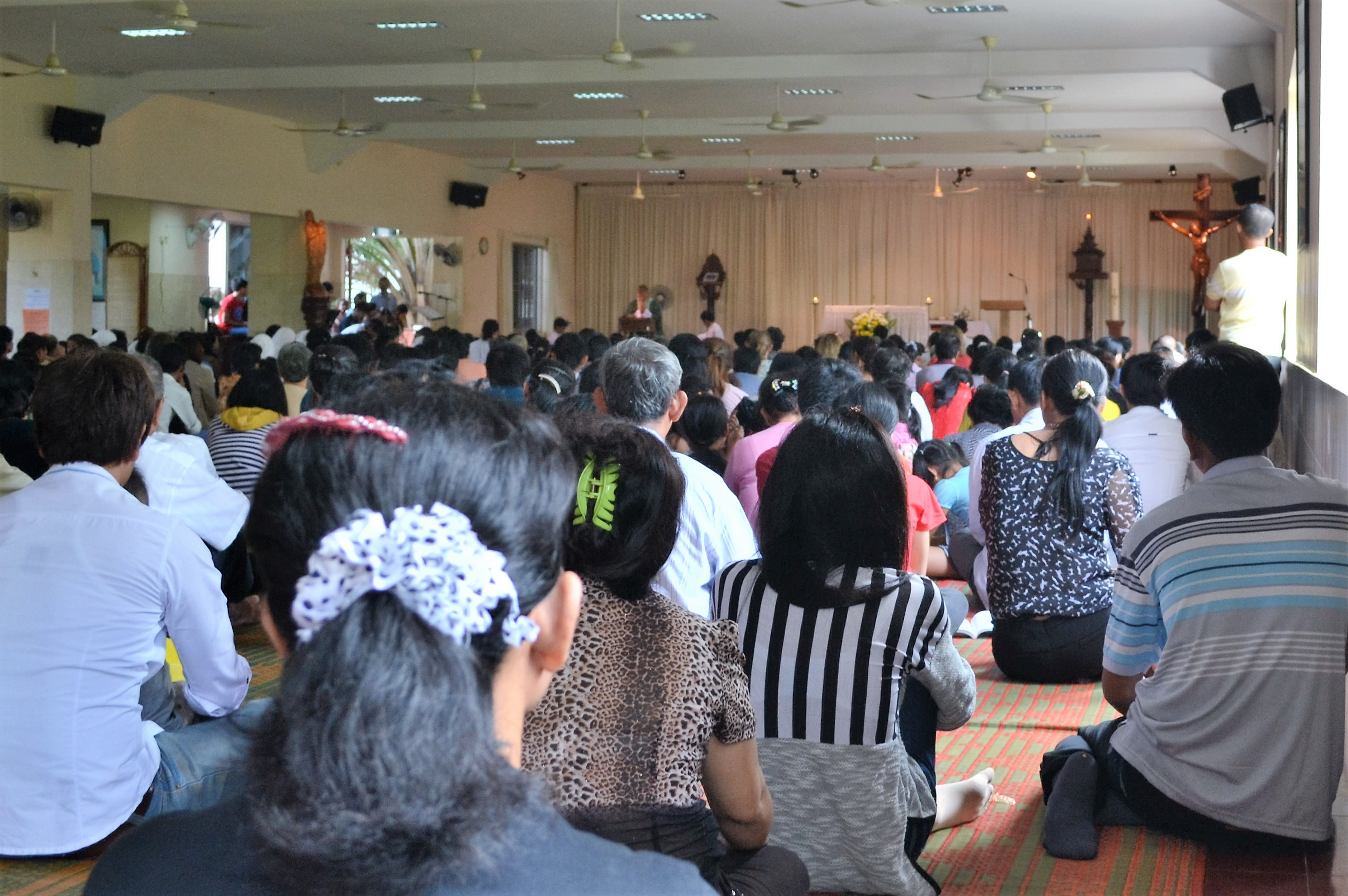
Les fidèles se déchaussent suivant la coutume khmère
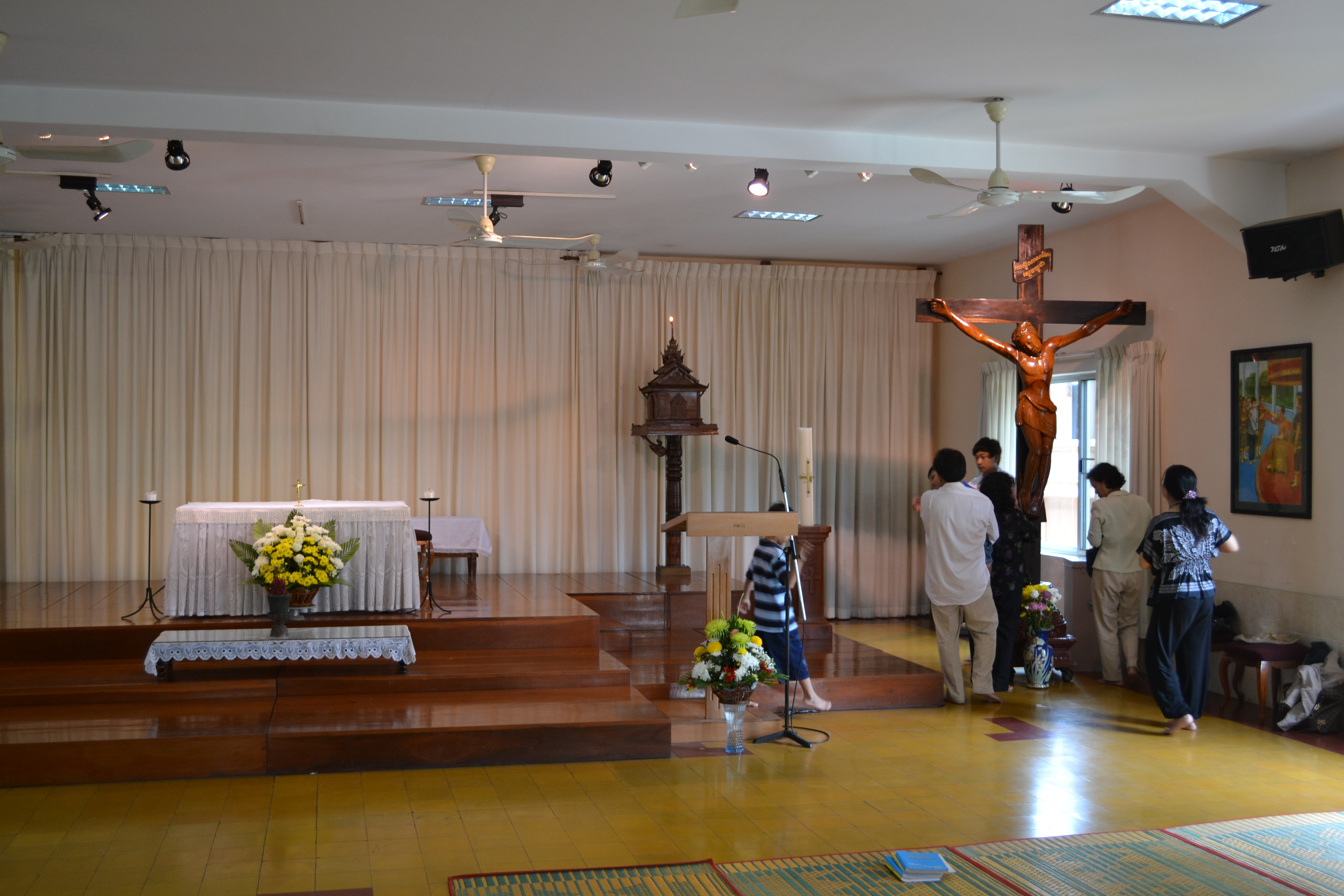
Le tabernacle a subi des influences de la culture locale
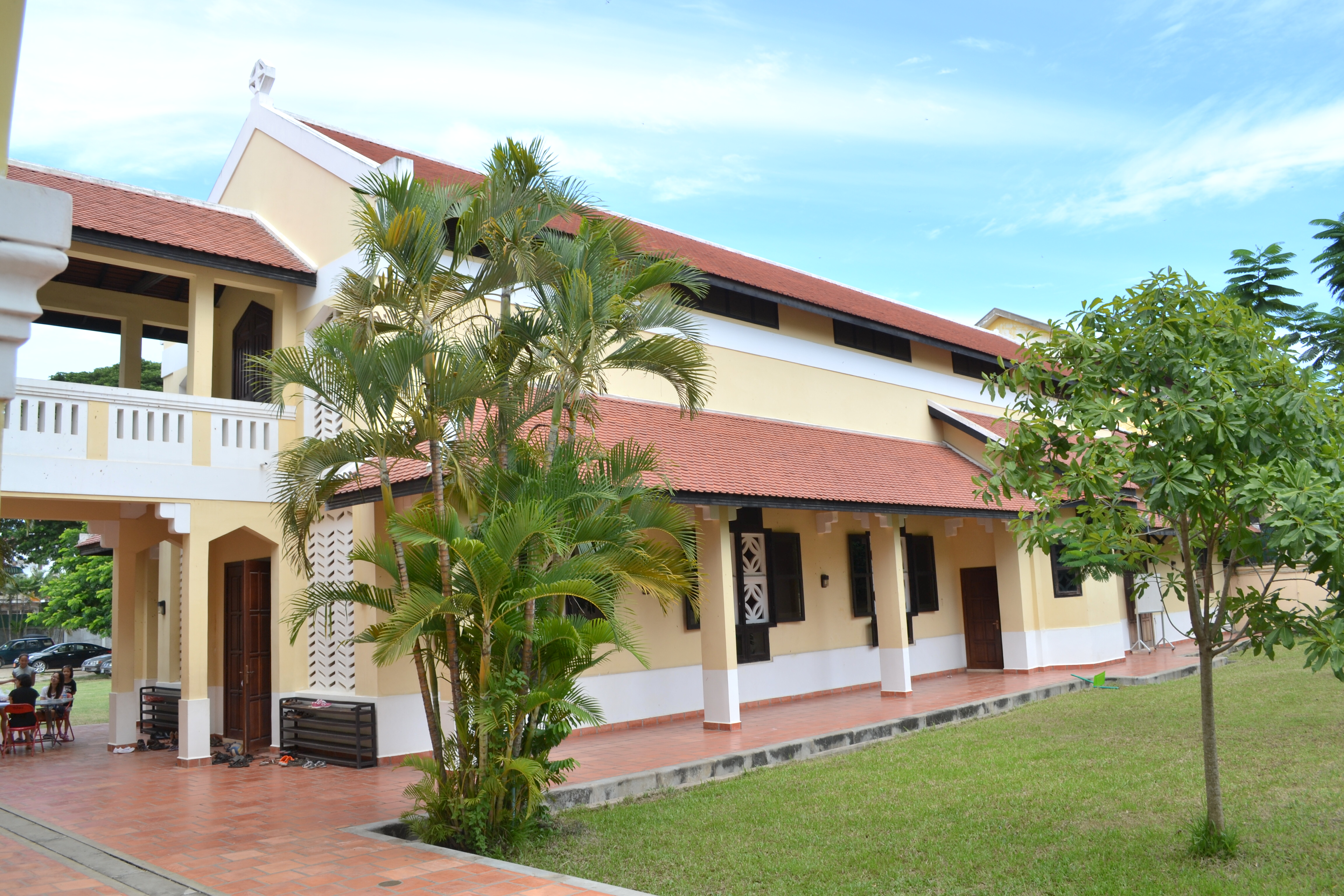
Chapelle Saint-Joseph (construite en 1912)